# Mandi Bahauddin
Mandi Bahauddin (en ourdou : منڈی بہاؤالدین) est une ville située dans la province du Pendjab au Pakistan. Elle est la capitale du district de Mandi Bahauddin.
La population de la ville a été multipliée par plus de cinq entre 1972 et 2017, passant de 36 172 habitants à 198 609. Entre 1998 et 2017, la croissance annuelle moyenne s'affiche à 3,7 %, largement supérieure à la moyenne nationale de 2,4 %. En 2023, la population de la ville monte à 232 361 habitants.
La ville est essentiellement pendjabie, puisque près de 80 % des habitants en parlent la langue, tandis qu'environ 18 % des habitants ont l'ourdou pour langue maternelle, et on compte une petite minorité de Pachtounes (2 %).
Essentiellement musulmane, la ville inclut une petite minorité chrétienne, comptant près de 3 000 fidèles, presque 2 % des habitants de la ville.
Le taux d'alphabétisation de la ville s'élève à 81 % en 2023 (contre une moyenne nationale de 61 %), dont 83 % pour les hommes et 79 % pour les femmes.
|            | 1972 (rec.) | 1981 (rec.) | 1998 (rec.) | 2017 (rec.) | 2023 (rec.) |
| ---------- | ----------- | ----------- | ----------- | ----------- | ----------- |
| Population | 36 172      | 44 796      | 99 496      | 198 609     | 232 361     |